# Хімена-де-ла-Фронтера
Хімена-де-ла-Фронтера (ісп. Jimena de la Frontera) — муніципалітет в Іспанії, у складі автономної спільноти Андалусія, у провінції Кадіс. Населення — 10 440 осіб (2010).
Муніципалітет розташований на відстані близько 470 км на південь від Мадрида, 75 км на схід від Кадіса.
На території муніципалітету розташовані такі населені пункти: (дані про населення за 2010 рік)
- Лос-Анхелес: 2195 осіб
- Хімена-де-ла-Фронтера: 3494 особи
- Сан-Мартін-дель-Тесорільйо: 2911 осіб
- Сан-Пабло-де-Бусейте: 1840 осіб

## Демографія
Динаміка населення (INE ):

## Галерея зображень

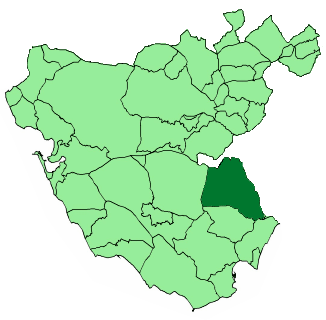
Розташування муніципалітету у провінції Кадіс
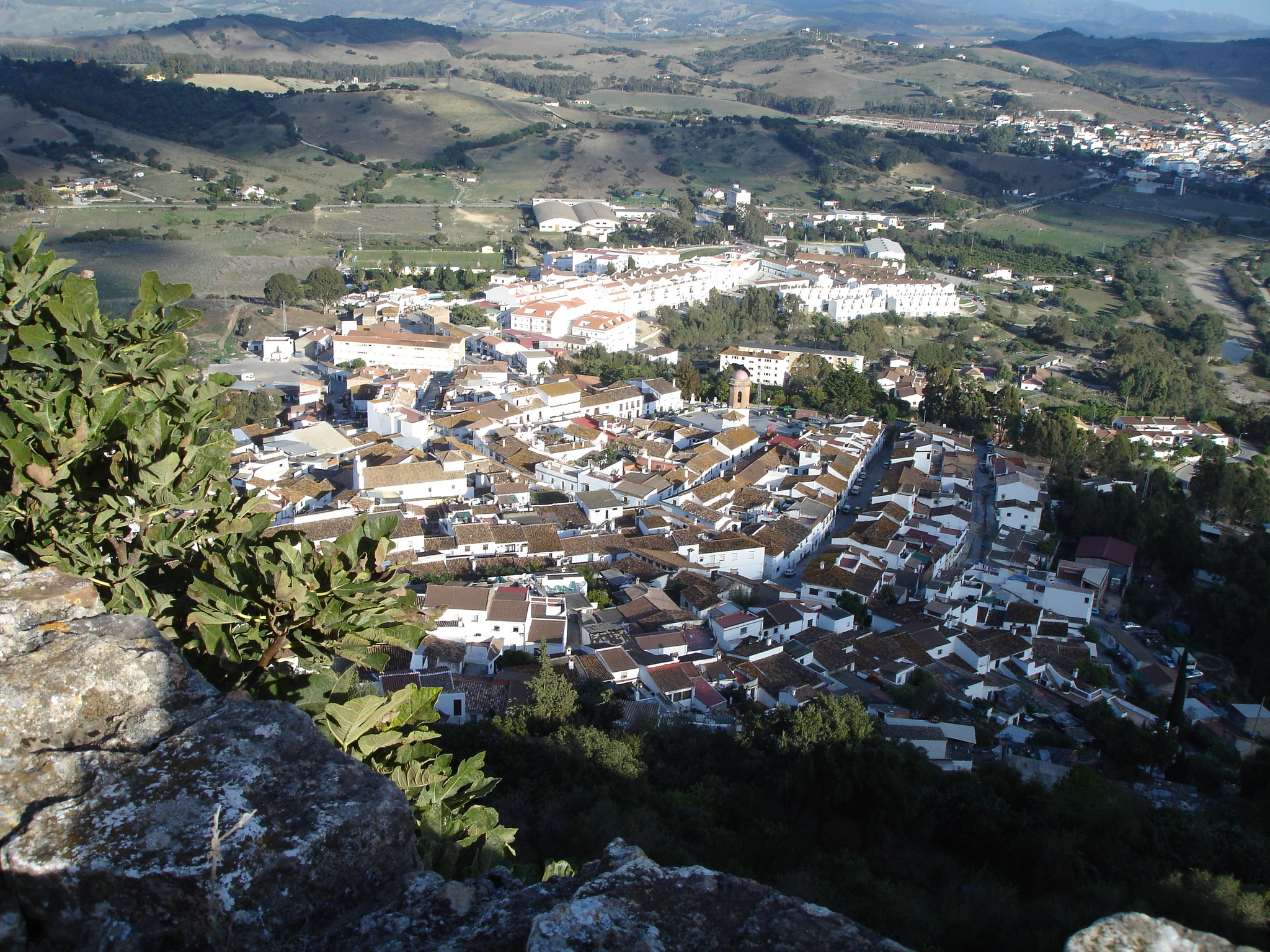
Хімена, вид з замку
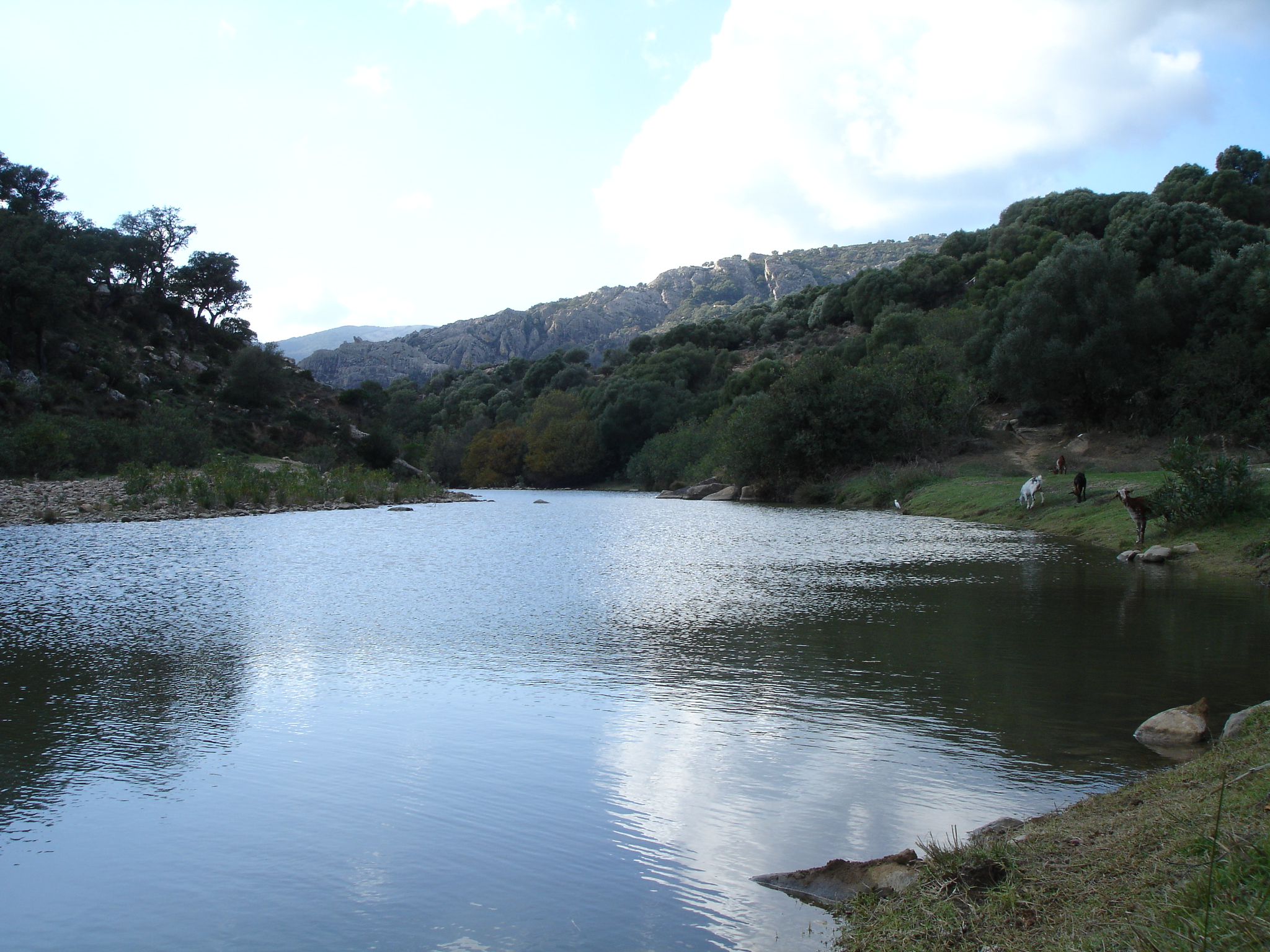
Річка Осгарганта
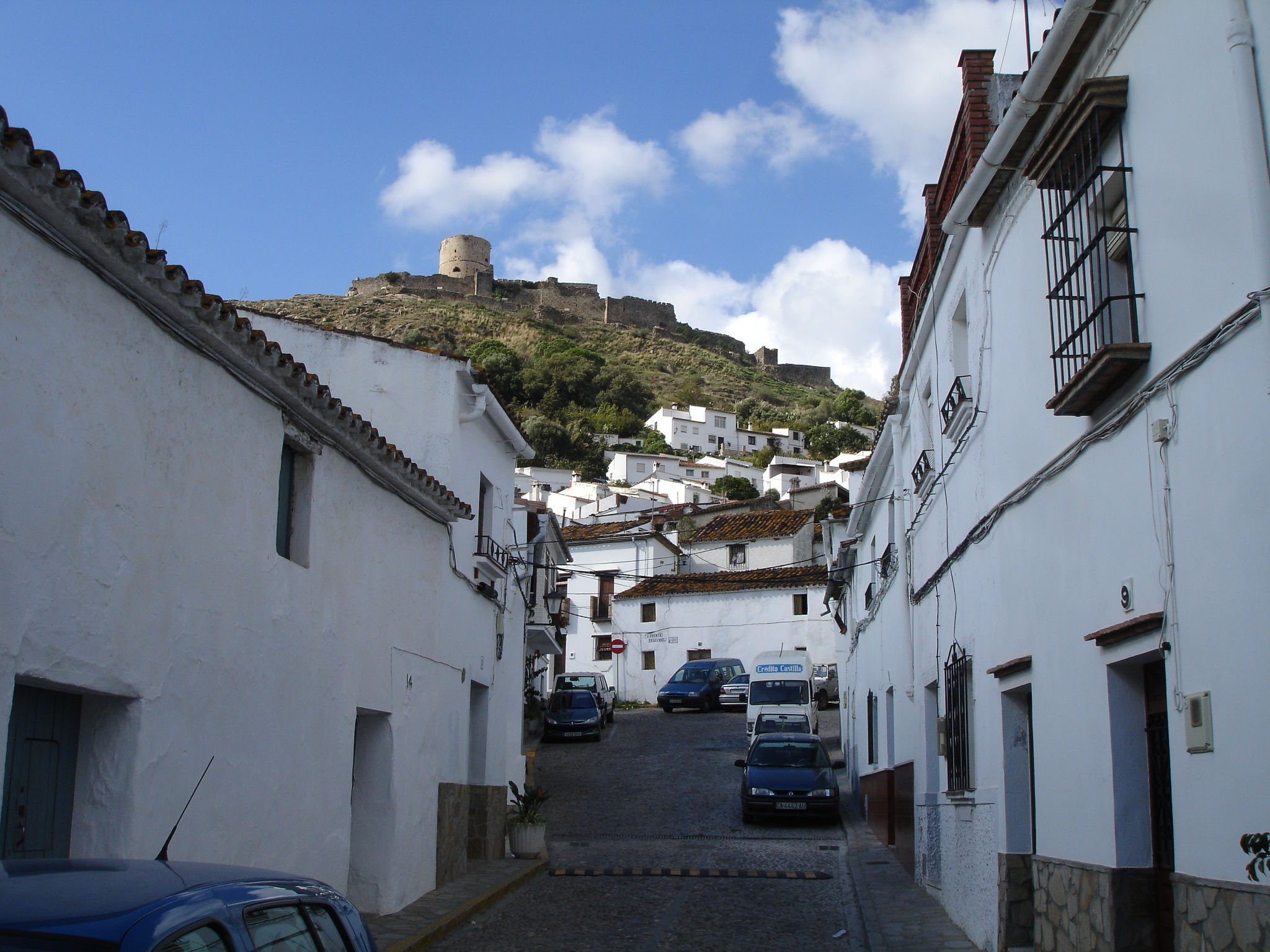
Вулиця Хімени, на задньому плані - замок
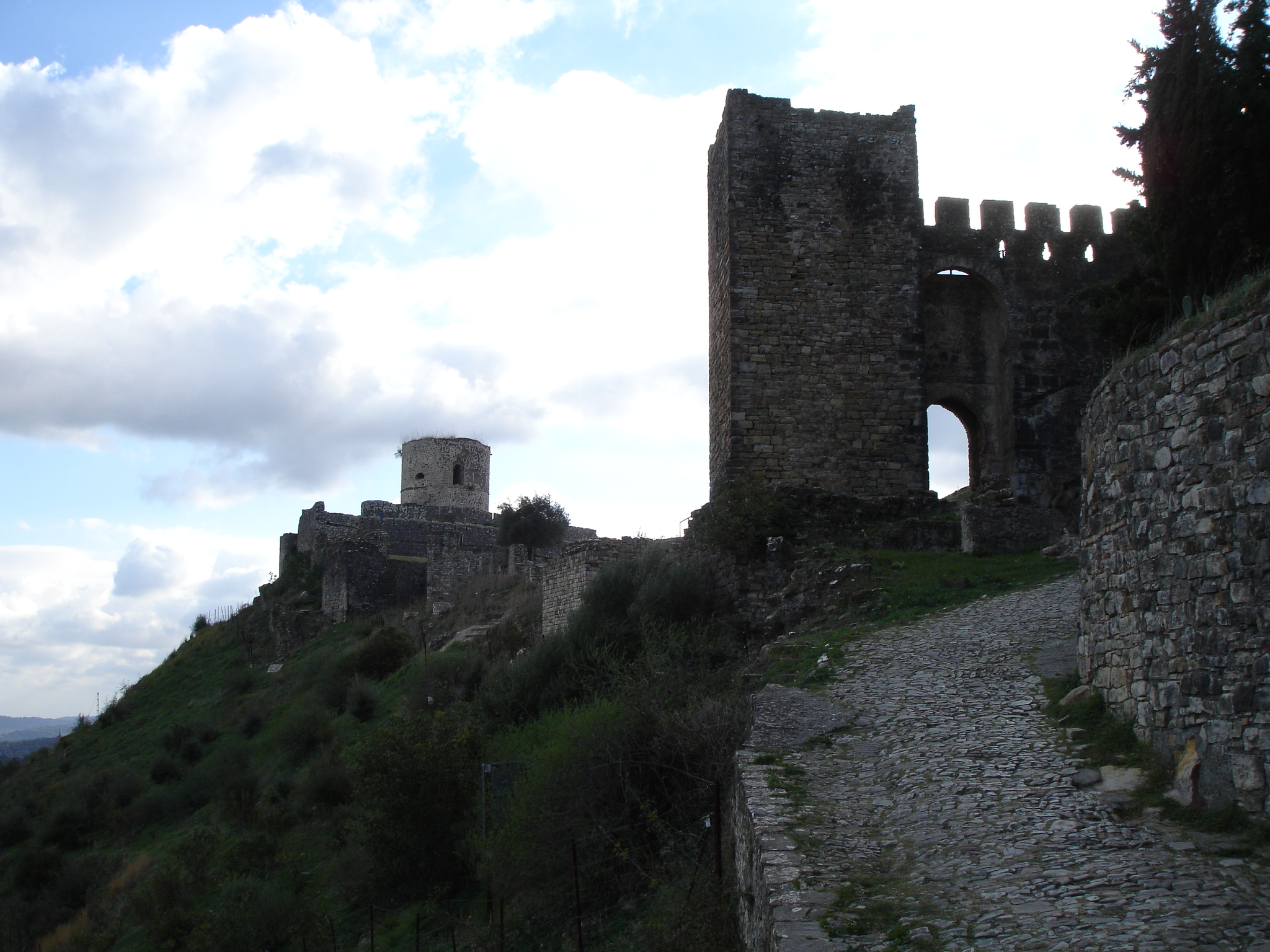
Замок Хімени